# Pamiątkowy kompleks Chwały w Charkowie
Pamiątkowy kompleks Chwały w Charkowie (ukr. Меморіальний комплекс Слави) – kompleks pamięci ofiar II wojny światowej zlokalizowany na terenie parku leśnego Lisopark, w północnej części Charkowa na Ukrainie.

## Historia i architektura
Kompleks otwarto w 1977, na północnym krańcu miasta, w miejscu, gdzie Niemcy rozstrzelali dziesiątki tysięcy sowieckich jeńców wojennych, partyzantów i członków podziemia. Przy wejściu do kompleksu znajdują się dwa pylony, które stanowią rodzaj wprowadzenia (bramy) w osi głównej alei. Na kompleks składają się m.in. trzy pamiątkowe, granitowe stele z wyobrażeniem sztandarów. Napis na jednej ze steli upamiętnia poległych w dwóch bitwach o Charków 186 306 żołnierzy sowieckich (w 1941 i w 1943). W centrum założenia znajduje się okazała stela, opisująca walki i cierpienia narodu ukraińskiego, a także radość ze zwycięstwa nad Niemcami. Obok stoi wysoka rzeźba Matki Ojczyzny z szarego granitu, ujęta jako kobieta zamarła w żałobnej ciszy. U stóp tej rzeźby pali się znicz – Wieczny Płomień. Złote litery na szarym granicie układają się w rosyjskojęzyczny napis: Bohaterowie nie umierają. Zdobywają nieśmiertelność i na zawsze pozostaną w naszej pamięci, w naszych osiągnięciach, w wielkich czynach przyszłych pokoleń. Potomkowie zawdzięczają im życie.
Kompleks został zaprojektowany przez zespół autorów złożony z rzeźbiarzy V.I. Agibalova, M.F. Ovsyankina, Y.I. Ryka, artysty S.G. Svetlorusova, architektów E. U. Czerkasowa, I.A. Alferowa i A.A. Maksimenkę.
Według legendy miejskiej w ciszy lasu słyszalne jest bicie serca Matki Ojczyzny nie zatrzymujące się nawet na chwilę. Według twórców kompleksu rytm bicia serca jest identyczny z biciem ludzkiego serca po dwukrotnym zawale.